# Corporação Takenaka

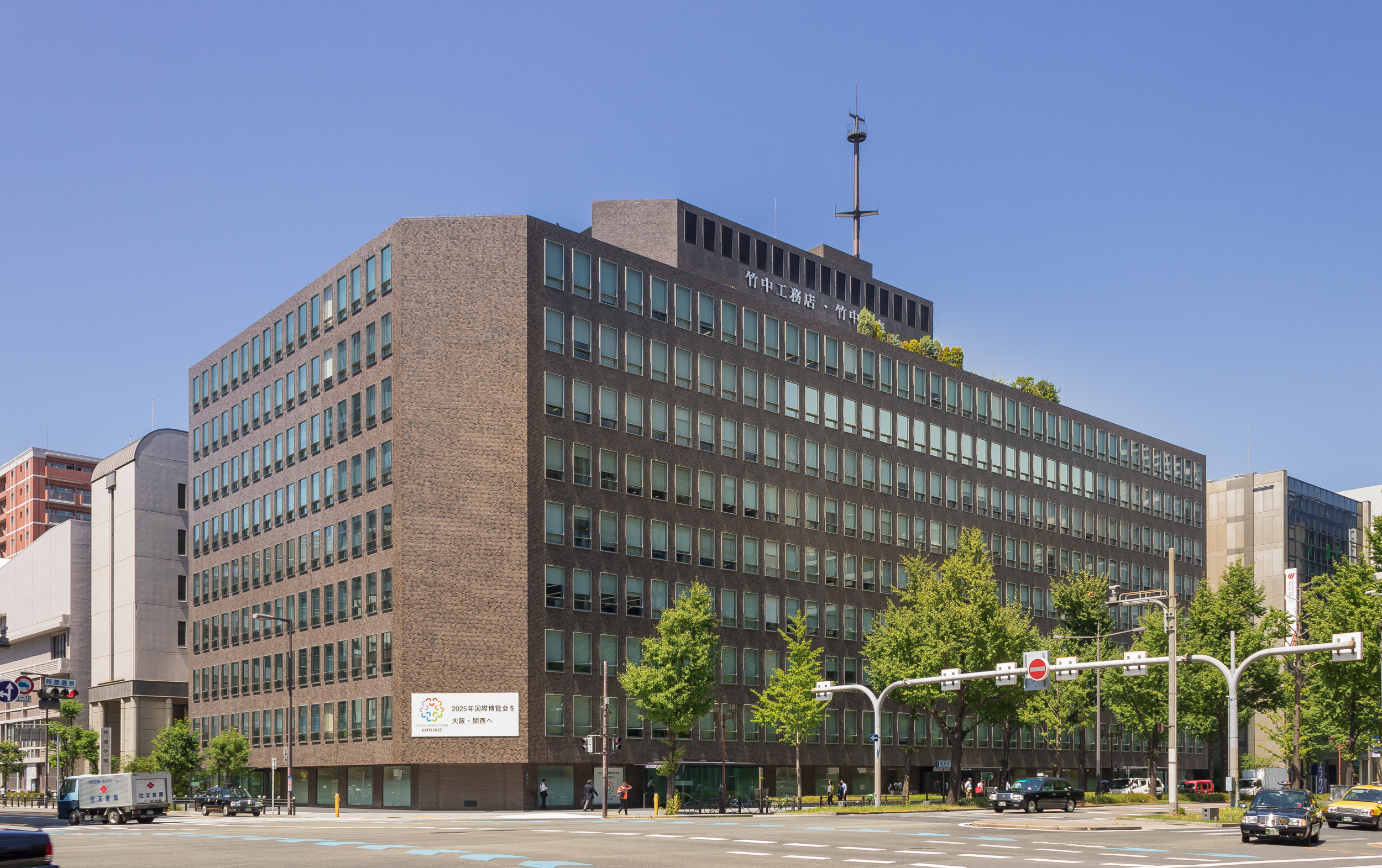
A sede da Corporação Takenaka, em Osaka.

A Corporação Takenaka (株式会社竹中工務店, Kabushiki-gaisha Takenaka Kōmuten) é uma firma de construção, engenharia e arquitetura japonesa.
Fundada em 1610, é considerada a empresa mais antiga do país.
Foi responsável pela construção da Torre de Tóquio, do Tokyo Dome, dos edifícios do palácio imperial do Japão, entre outros.